# Lijst van bigbandleiders
Dit is een lijst van bigbandleiders.

## A
- Irving Aaronson
- Charlie Agnew
- Toshiko Akiyoshi
- Van Alexander
- Henry Red Allen
- Ray Anthony
- Lil Hardin Armstrong
- Louis Armstrong
- Harry Arnold
- Bob Astor
- Georgie Auld

## B
- Charlie Barnet
- Count Basie
- Louie Bellson
- David Berger
- Bunny Berigan
- Art Blakey
- Carla Bley
- Claude Bolling
- Johnny Bothwell
- Will Bradley
- Stan Brenders
- Buddy Bregman
- Les Brown
- Willie Bryant
- Bobby Burgess
- Billy Butterfield
- Bobby Byrne

## C
- Cab Calloway
- Fud Candrix
- Frankie Carle
- Lee Castle
- Benny Carter
- Jeff Clayton
- John Clayton
- Larry Clinton
- Harry Connick jr.
- Ray Conniff
- Al Cooper
- Bob Crosby

## D
- Frank Dailey
- John Dankworth
- Eddie DeLange
- Sam Donahue
- Jimmy Dorsey
- Tommy Dorsey
- Eddy Duchin
- Sonny Dunham

## E
- Billy Eckstine
- Les Elgart
- Duke Ellington
- Mercer Ellington
- Don Ellis
- Ziggy Elman

## F
- John Fedchock
- Maynard Ferguson
- Jerry Fielding
- Shep Fields
- Brent Fischer
- Ralph Flanagan
- Bob Florence

## G
- Jan Garber
- George Gee
- Terry Gibbs
- Dizzy Gillespie
- Jean Goldkette
- Benny Goodman
- Gordon Goodwin
- Glen Gray
- Max Greger

## H
- Henry Halstead
- Jeff Hamilton
- Lionel Hampton
- Slide Hampton
- Phil Harris
- Coleman Hawkins
- Erskine Hawkins
- Ted Heath
- Neal Hefti
- Horace Heidt
- Fletcher Henderson
- Horace Henderson
- Woody Herman
- Tiny Hill
- Earl Hines
- Claude Hopkins
- Dean Hudson
- Will Hudson
- Bill Hughes
- Lloyd Hunter
- Ina Ray Hutton

## I
- Tommy Igoe

## J
- Illinois Jacquet
- Harry James
- Galen Jeter
- Buddy Johnson
- Isham Jones
- Quincy Jones
- Thad Jones
- Louis Jordan

## K
- Sammy Kaye
- Gene Kardos
- Bert Kaempfert
- Stan Kenton
- Wayne King
- Andy Kirk
- Gene Krupa
- Tom Kubis
- Kay Kyser

## L
- Art Landry
- James Last
- Elliot Lawrence
- Mel Lewis
- Ted Lewis
- Johnny Long
- Vincent Lopez
- Jimmy Lunceford

## M
- Bingie Madison
- Richard Maltby
- Henry Mancini
- Gap Mangione
- Fate Marable
- Ralph Marterie
- Freddy Martin
- Chico Marx
- Frankie Masters
- Billy May
- Rob McConnell
- Hal McIntyre
- Ray McKinley
- Jay McShann
- Eddie Miller
- Glenn Miller
- Lucky Millinder
- Charles Mingus
- Bob Mintzer
- Vaughn Monroe
- Dean Mora
- Russ Morgan
- Bennie Moten
- Gerry Mulligan
- Jimmy Mundy

## N
- Oliver Nelson
- Ozzie Nelson
- Ray Noble
- Red Norvo

## O
- Sy Oliver
- Oran 'Hot Lips' Page

## P
- Tony Pastor
- Brian Patti
- Vince Patti
- George Paxton
- Dámaso Pérez Prado
- Red Perkins
- Fats Pichon
- Ben Pollack
- Teddy Powell

## R
- Boyd Raeburn
- Ray Reach
- Don Redman
- Eddie Reed
- Alvino Rey
- Buddy Rich
- Nelson Riddle
- Shorty Rogers
- Pete Rugalo
- Luis Russell

## S
- Eddie Sauter
- Jan Savitt
- Maria Schneider
- Vic Schoen
- Raymond Scott
- Ben Selvin
- Brian Setzer
- Artie Shaw
- Bobby Sherwood
- Berl Smith
- Tom Smith (jazzmusicus)
- Earle Spencer
- Charlie Spivak
- Sun Ra

## T
- Lew Tabackin
- Jack Teagarden
- Dan Terry
- Thelma Terry
- Claude Thornhill
- Alphonse Trent
- Orrin Tucker
- Tommy Tucker

## V
- Rudy Vallee
- Mike Vax
- Charlie Ventura
- Joe Venuti
- Tommy Vig

## W
- Jerry Wald
- Chris Walden
- Fred Waring
- Lu Watters
- Chick Webb
- Ted Weems
- Lawrence Welk
- Paul Weston
- Paul Whiteman
- Ernie Wilkins
- Cootie Williams
- Howard Williams
- Lee Williams
- Gerald Wilson
- Teddy Wilson
- Anna Mae Winburn

## Z
- Si Zentner